# 前胡
前胡（学名：Peucedanum praeruptorum）为伞形科前胡属的植物，为中国的特有植物。分布在中国大陆的湖北、甘肃、福建、安徽、江西、湖南、贵州、四川、广西、江苏、河南等地，生长于海拔250米至2,000米的地区，见于路旁、山坡林缘或半阴性的山坡草丛中，目前已由人工引种栽培。

## 别名
白花前胡（高等植物图鉴）、鸡脚前胡、官前胡（药材名）、山独活（江苏宜兴）

## 异名
- Peucedanum praeruptorum Dunn var. grande K. T. Fu

## 延伸阅读
[在维基数据编辑]
 《欽定古今圖書集成·博物彙編·草木典·前胡部》，出自陈梦雷《古今圖書集成》
 《植物名實圖考·前胡》，出自吳其濬《植物名實圖考》

## 外部連結
- 白花前胡 Baihuaqianhu （页面存档备份，存于） 藥用植物圖像數據庫 (香港浸會大學中醫藥學院) （中文）（英文）
- 前胡 中藥材圖像數據庫  (香港浸會大學中醫藥學院) （中文）（英文）
- 白花前胡甲素 Praeruptorin A （页面存档备份，存于） 中草藥化學圖像數據庫 (香港浸會大學中醫藥學院) （中文）（英文）
- 白花前胡丙素 Praeruptorin C （页面存档备份，存于） 中草藥化學圖像數據庫 (香港浸會大學中醫藥學院) （中文）（英文）
- 白花前胡戊素 Praeruptorin E （页面存档备份，存于） 中草藥化學圖像數據庫 (香港浸會大學中醫藥學院) （中文）（英文）